# Gourzebergret
Gourzeberget är ett berg i Schweiz. Det ligger i distriktet Lavaux-Oron och kantonen Vaud, i den sydvästra delen av landet, 70 km sydväst om huvudstaden Bern. Toppen på Tour de Gourze är 926 meter över havet.